# Flakstadvåg
Flakstadvåg es una localidad del municipio de Senja, provincia de Troms, Noruega. Se localiza en el Selfjorden, al suroeste de la isla de Senja. Se encuentra rodeado por el fiordo, montañas y marismas cercanas. Existe un camino que comunica a los pobladores con el resto del país. El parque nacional Ånderdalen está en las cercanías, por el lado noreste. La capilla de Flakstadvåg tiene su sede aquí.